# Суровка
Су́ровка (рос. Суровка, башк. Суровка) — присілок у складі Уфимського району Башкортостану, Росія. Входить до складу Михайловської сільської ради.
Населення — 421 особа (2010; 121 в 2002).
Національний склад:
- росіяни — 60 %